# Grb Belizea
Grb Belizea usvojen je po stjecanju neovisnosti, te se malo razlikuje od onoga iz doba britanske vlasti.
Kružnu granicu grba čini 25 listova. U ovom krugu nalazi se drvo mahagonija, ispred kojega je štit. Na štitu se u gornjim četvrtinama nalaze oruđa drvosječa, a brod u donjim. Oni su simboli značenja mahagonija i njegove upotrebe u brodogradnji.
Držači štita su dva drvosječe različite rase. Drvosječa na lijevoj strani drži sjekiru, a onaj na desnoj veslo, što opet prikazuje značaj mahagonija i brodogradnje.
Na dnu je napisan nacionalni moto, a grb čini glavni dio belizejske zastave.